# Радостина Колева
Радостина Костадинова Колева е българска поппевица, композитор и текстописец.

## Биография
Родена е на 28 юли 1977 г. в Добрич. Завършила е музикална паралелка в родния си град, след което степените „Бакалавър“ и „Магистър“ в Софийския университет „Св. Климент Охридски“, специалност „Музикална педагогика“ – акордеон и попмузика.
Първият сериозен контакт на Радостина с музиката се е състоял в Детския хор в град Добрич под диригентската палка на маестро Захари Медникаров, когато тя е едва четвъртокласничка. В средното училище Радостина се ориентира към попмузиката и постепенно започва да взима участия в различни концертни програми и конкурси на местно и регионално ниво. Започват и първите ѝ стъпки в авторската песен.
Само за 2 – 3 години списъкът на наградите ѝ е сериозен: II награда на Националния поп-рок конкурс с международно участие „Добрич“ – 1997 г., Първа награда на Международния фестивал „Откритие“ '98 – Варна, III награда и специален приз на местния клон на „Кока-кола“ на Международния фестивал „Славянски базар във Витебск“ (Беларус, 1998), финалист на „Златният Орфей“ – '98 и покана за „Златният Орфей“ – '99 за сборен рецитал на млади изпълнители, Гран-при на Международния фестивал „Кріз терни до зірок“ – 1999 г. (Черкассы, Украйна).
Нататък следват все призове за авторска музика и стихове: национален конкурс за нова българска поппесен на фестивала „Сарандев“ (Добрич, 2002) – I награда за песента „Ако ли съществуваше...“ (м. и т. Радостина Колева, ар. Красимир Гюлмезов, изпълняват Радостина Колева и Деян Неделчев), както и награда за текст за песен на конкурса „Стани известен“, обявен от „БГ радио“, благодарение на който се реализира песента „Ако някога“ в изпълнение на „Супергрупата на България“, обединяваща едни от най-добрите професионалисти в родната музика.
През май 2002 г. излиза първата стихосбирка на Радостина Колева, носеща заглавие „Болката...“. На представянето ѝ присъстват: певицата Стефка Оникян, певецът и тел. водещ Драгомир Драганов, менаджерът на Радостина за чуждите фестивали Николай Текелиев, както и журналистката от БНР Мая Райкова и композиторът Вячеслав Кушев.
Текстове за песни, които е реализирала за други изпълнители:
- Супергрупата на България (сборна формация на „БГ радио“ от „ТЕ“, „Д-2“ и Стоян Янкулов) – „Ако някога“
- Искрен Пецов и „Латинопартизани“ – „Коледен разкош“
- Райко Кирилов – „С красотата на икона“; „Без дъх“; „С аромат на чуждо утро“; „Неродена любов“; „Писано било, казано било“; „Уморих се да лудувам“
- Паскал – „Любов на прах“; Паскал – „Плейбой“
- Георги Дюлгеров – „Студът ти отива“; „Защо се сбогувам...“
- Ясен Зердев – „Напарфюмиран“
- Неда Карова – „Тъжно“
- Надя Казакова – „Либе немам“; „Мъничко любов“
- Deep Zone Project – „Танцувах на воля“
- Ди-До – „Блудния огън“
- Глория – „Аз не плача“
- Петя Буюклиева – „Все ми е едно“…

През септември 2004 г. на Международния конкурс за млади изпълнители на поп песни „Ялта – море друзів“ в Украйна Радостина Колева печели Втория приз при невероятната конкуренция на популярни певци от Молдова, Узбекистан, Беларус и Украйна.
В края на месец януари 2005 г. Радостина е избрана от Слави Трифонов да пише текстове за певицата Надя Казакова в „Музикална Академия Ку-Ку бенд“.
Между 7 и 15 юли 2006 г. юбилейното 15-о издание на фестивала на изкуствата „Славянски базар във Витебск“ събира куп популярни личности на едно място. Участието на Радостина там е свързано с детския конкурс в рамките на фестивала. Българската изпълнителка е член на международното жури, оценяващо деца от 9 до 12 години, а също така и участник в сборен концерт на лауреати от фестивала, сред които са украинката Руслана, израелецът Рафаел, сръбските певци Светлана Славкович и Зики.
В края на 2006 г. на книжния пазар се появява втората книга на Радостина Колева, съчетаваща стихове, текстове за песни и неизречени мисли. Заглавието ѝ е „В несвяст“.
През 2007 г. в творческия живот на Радостина има две важни събития. Първото е песента ѝ „Пак полетях“, по музика и текст на певицата, и с аранжимент на Алекс Нушев. Вторият интригуващ факт е, че тя за първи път се изявява като менаджер на поп-изпълнител. Избира Димитър Атанасов да представя България на Международния фестивал в Молдова „Хрустальный аист“, а тя е поканена за член на журито. „Доброто разположение на звездите“ предразполага така, че Димитър Атанасов печели най-голямата награда на конкурса – Гран При и статуетка с камъни „Сваровски“.
За участие в 3-тия „Хрусталный аист“ Радостина избира на 26-годишната Мария Бъчварова. След бурни дискусии от страна на журито, в което отново е Колева, точките на Мария я нареждат след грузинеца Леван Джибладзе и така Мария печели Първа награда.
Предишната новост около Радостина Колева е пускането на първи видеоклип към песента „Метеор“ (по музика на Славчо Николов от Б.Т.Р., текст на Радостина и аранжимент на Славчо и Алекс Нушев). Подкрепя я арх. Калин Диков като съпричастен към талантливите творци човек, а режисьор на видеото е Ники Нанков.
На фестивала „Бургас и морето“ през 2007 г. песента по музика и текст на Радостина „Чудо“ е класирана сред 12-те песни за финала на конкурса. Певицата я поверява на Маргарита Хранова, която впоследствие прави клип към песента.
Радостина Колева работи като журналист и редактор в списание „Диета и красота“ 7 години, а 2009 г. създава сайта за култура www.cultinterview.com.